# Cistamin
Cistamin je organski disulfid. On se formira zagrevanjem cistina, što dovodi do dekarboksilacije. Cistamin je nestabilna tečnost i njime se generalno rukuje u obliku dihidrohloridne soli, , koja je stabilna do 203-214 °, na kojoj temparaturi se razlaže. Cistamin je toksičan ako se proguta ili udahne, i potencijalno je štetan pri dodiru.